# Jerzy Kichler
Jerzy Kichler (ur. 21 czerwca 1947 w Krakowie) – działacz społeczności żydowskiej w Polsce, w latach 1997–2003 przewodniczący Związku Gmin Wyznaniowych Żydowskich w RP, w latach 1999–2003 przewodniczący Gminy Wyznaniowej Żydowskiej we Wrocławiu. W latach 1992–2006 członek zarządu Gminy Wyznaniowej Żydowskiej we Wrocławiu. Członek Rady Religijnej ZGWŻ w RP w latach 2006–2010. Jego działalność znacznie wpłynęła na odrodzenie życia żydowskiego w Polsce po 1989 r.

## Życiorys
Urodził się w Krakowie w rodzinie żydowskiej Olgi i Nesanela Kichlerów. Ojciec Nesanel był ekonomistą, matka Olga stenografką. Siostrą ojca Nesanela była Lena Küchler-Silberman, pedagog, w okresie powojennym założycielka sierocińców żydowskich w Zakopanem i Rabce. Autorka tłumaczonej na wiele języków książki „Moje 100 dzieci”.
W 1971 r. ukończył studia w Akademii Górniczo – Hutniczej w Krakowie. Przez kolejne lata pracował jako automatyk w Krakowie i w Ostrowcu Świętokrzyskim będąc czynnym zawodowo przez okres 11 lat. Na początku kolejnej dekady zaangażował się w opór społeczny przeciwko reżimowi komunistycznemu. Ze względu na udział w protestach po wprowadzeniu stanu wojennego w Polsce w 1981 r. został zwolniony z pracy. W kolejnych latach nie wrócił już do aktywności zawodowej w przemyśle; od 1996 r. prowadzi prywatną firmę. Od 1983 r. współpracował z podziemną Solidarnością najpierw w Krakowie, potem we Wrocławiu. Po rozluźnieniu rygorów systemu komunistycznego mógł wyjechać za granicę, dzięki czemu w latach 1989–1991 odbył studia na Akademii Religii Żydowskiej w Nowym Jorku jako stypendysta Fundacji Luciusa N. Littauera. Od tego czasu jego mentorem jest nowojorska rabin Emily Faust Korzenik z ruchu rekonstrukcjonistycznego w judaizmie.
Od początku lat 80. działa na rzecz odrodzenia w Polsce żydowskiego życia kulturalnego i religijnego, a następnie zaangażował się w dialog międzyreligijny, zwłaszcza dialog między polskimi Żydami a katolikami. W 1984 roku pracował w krakowskim TSKŻ jako instruktor. Uczestniczył w odbudowie struktur organizacji żydowskich gmin wyznaniowych.
W 1992 r. utworzył, a potem kierował Centrum Edukacyjnym Fundacji Ronalda S. Laudera, którego celem było kształcenie żydowskiej młodzieży. Popularyzowało ono judaizm poprzez lekcje języka hebrajskiego, warsztaty oraz otwarte wykłady. Dzięki jego staraniom ta filantropijna instytucja przyczyniła się do sfinansowania żydowskiej Szkoły Podstawowej „Lauder Etz Chaim”. W 1992 r. został wybrany do zarządu wrocławskiego Oddziału Towarzystwa Społeczno-Kulturalnego Żydów w którym inicjował działalność edukacyjną i kulturalną.
Od 1992 Kichler przewodził staraniom o odbudowę będącej w ruinie przez trzydzieści lat Synagogi przy ul. Włodkowica we Wrocławiu. Od tego roku reprezentował Gminę Wyznaniową Żydowską przed polskimi sądami w procesie o odzyskanie prawa posiadania tej Synagogi, zakończonym pozytywnie w 1995 r. W tym samym roku uzyskał dofinansowanie Fundacji Współpracy Polsko – Niemieckiej w wysokości 3,7 mln zł, a później nadzorował odbudowę Synagogi. Zwieńczeniem odbudowy była uroczysta modlitwa w jej wnętrzu 9 listopada 1998 r. z udziałem m.in. premiera Jerzego Buzka, a także przedstawicieli duchowieństwa kościołów chrześcijańskich z kardynałem Henrykiem Gulbinowiczem. Był inicjatorem utworzenia Dzielnicy Wzajemnego Szacunku, skupiającej 4 wyznania.
Kichler był jedną z osób, mających wpływ na powstanie regulacji prawnych odnośnie do gmin żydowskich po 1989 r.; brał udział w redakcji tekstu ustawy z 1997 r. o stosunku państwa do gmin wyznaniowych żydowskich w Rzeczypospolitej Polskiej, która do dziś reguluje status prawny i majątkowy gmin żydowskich.
Od 1997 r. stanął na czele zarządu Związku Gmin Wyznaniowych Żydowskich w Polsce i pozostawał na tym stanowisku do 2003 r. W tym czasie uczestniczył w odbudowie struktur organizacji żydowskich gmin wyznaniowych, w uruchomieniu procesu zwrotu mienia przedwojennych gmin wyznaniowych żydowskich, uzyskaniu możliwości pobierania rent i odszkodowań dla ofiar Zagłady, utworzeniu centralnej Komisji Pomocy Społecznej i oraz skutecznie ubiegał się o obecność przedstawicieli ZGWŻ w kluczowych międzynarodowych organizacjach środowisk żydowskich. Jako przedstawiciel żydowskiej społeczności zabierał głos podczas istotnych kongresów i konferencji międzynarodowych. Czynnie wspierał rząd w procesie włączenia Polski do struktur Unii Europejskiej; był członkiem Narodowej Rady Integracji Europejskiej, zaś w 1997 r. opowiedział się za włączeniem Polski w struktur NATO.
W tym samym czasie był członkiem Komitetu Wykonawczego Europejskiego Kongresu Żydów oraz Światowej Federacji Żydów Polskich. W 2002 r. współtworzył międzynarodową Fundację Ochrony Dziedzictwa Żydowskiego w Polsce, której był współprzewodniczącym do 2004 r.
W latach 1999–2003 był przewodniczącym Wrocławskiej Gminy Wyznaniowej Żydowskiej. W tym czasie liczba formalnych członków Gminy wzrosła z 43 do ponad 300; zwiększyła się także liczba osób zainteresowanych judaizmem. Doprowadził do odrodzenia życia religijnego we Wrocławiu poprzez nowatorskie działania umożliwiające uczestnictwo w liturgii nowym pokoleniom, wprowadzenie stałych piątkowych modlitw i spotkań Kabalat Szabat, zatrudnienie we Wrocławiu w latach 2000–2001 rabina Rona Hoffberga, a następnie w latach 2001–2004 amerykańskiego rabina Iva Caine. Zasiadając w zarządzie, Kichler przyczynił się do restytucji wielu nieruchomości na rzecz Gminy, dzięki czemu uzyskała ona własne środki finansowe na prowadzenie zwiększonej działalności. Jego starania doprowadziły w 2004 r. do sprowadzenia z Republiki Czeskiej manuskryptów i starodruków kolekcji Leona Vitala Saravala – bezcennego zbioru, którego zwrot zza granicy był bezprecedensowy w historii powojennej społeczności żydowskiej.
Od 2008 r. Kichler pracuje w Centrum Informacji Żydowskiej przy Gminie Wyznaniowej Żydowskiej we Wrocławiu jako przewodnik po Synagodze i wykładowca kultury żydowskiej. Odbywa spotkania w szkołach ucząc polskie dzieci szacunku wobec wyznawców judaizmu.
Jego doświadczenie doceniono również na Uniwersytecie Wrocławskim, zlecając mu od 2002 r. zajęcia z zakresu judaizmu w Studium Kultury i Języków Żydowskich, obecnie kierunek Judaistyka.
Opublikował kilkanaście tekstów na temat historii wrocławskich Żydów. Wraz z Tamarą Włodarczyk jest współautorem Przewodnika po żydowskim Wrocławiu (2016), autorem opisów cmentarzy Cosel i Gwarna we Wrocławiu, Synagogi pod Białym Bocianem oraz pogromu listopadowego 1938 r. we Wrocławiu, tekstów opublikowanych przez czasopiśmie „Midrasz”. Obecnie prowadzi blog na portalu WordPress.com.
Jerzy Kichler został odznaczony Krzyżem Oficerskim Orderu Odrodzenia Polski (2015), wyróżniony „Złotą Odznaką Honorową Zasłużony dla Województwa Dolnośląskiego”, „Medalem Merito de Wratislavia – Zasłużony dla Wrocławia”, „Medalem 1000 – lecia Wrocławia” (2015) oraz Złotą Odznaką Towarzystwa Miłośników Wrocławia (2017).
Startował w wyborach do Sejmu w 2005 z listy Partii Demokratycznej – demokraci.pl w okręgu wrocławskim, nie uzyskał jednak mandatu.

## Publikacje
- Tamara Włodarczyk, Jerzy Kichler, Przewodnik po żydowskim Wrocławiu, wyd. Towarzystwo Społeczno-Kulturalne Żydów w Polsce, Wrocław 2016
- Jerzy Kichler, Mykwa w budynku przy ulicy Włodkowica 9 we Wrocławiu, [w:] Mykwa – rytuał i historia, red. Joanna Lisek, Wydawnictwo Uniwersytetu Wrocławskiego, Wrocław 2014, s. 73–82.
- Jerzy Kichler, Wrocławskie lata Abrahama Geigera, [w:] Z historii ludności żydowskiej w Polsce i na Śląsku, red. K. Matwijowski, Wrocław 1994, s. 99–108.
- Jerzy Kichler, Restitution of Jewish Communal Property in Poland (Status as of November 23, 1998), [w:] Washington Conference on Holokaust – Era Assets, November 30-December 1998, Proceedings, Edited by J.D. Bindenagel, Conference Director U.S. Department of State. Washington 1999.s.709-713.
- Jerzy Kichler, Synagoga pod Białym Bocianem, [w:] Dzielnica Czterech Wyznań, red. Biuro Promocji Miasta, Wrocław 2009, s. 30–35, 39–47.
- Jerzy Kichler, Chrześcijański znak krzyża – doświadczenie żydowskie, [w:] Krzyż z różnych perspektyw. 22-24.V 2000 r. Sympozjum, Opole, Jezuicki Ośrodek Formacji i Kultury „Xaverianum”, s. 24–26.
- Jerzy Kichler, Gmina Żydowska, [w:] Kalendarz Wrocławski, wyd. Towarzystwo Miłośników Wrocławia, Wrocław 2001.
- Jerzy Kichler, Gmina żydowska we Wrocławiu i jej rabini, [w:] Oblicza Wrocławia, red. T. Woźniakowski, Wrocław 2009, s. 149–154.
- Jerzy Kichler, Doświadczenia mniejszości żydowskiej, [w:] VI Konferencja Międzynarodowej Wspólnoty Pracy „Krzyżowa”, Świdnica 1992.
- Jerzy Kichler, Wystąpienie w spotkaniu „Cztery Świątynie”, [w:] Salon Profesora Dudka tom 2a, 2005.
- Jerzy Kichler, Dzielnica Wzajemnego Szacunku Czterech Wyznań, [w:] M. Szajda, Jerzy Kichler, Odrodzenie życia żydowskiego w Polsce, Człowiek Dialogu, Wrocław 2015
- Jerzy Kichler, Komentarz do Berejszit 32:29, [w:] M. Szajda, Jerzy Kichler, Odrodzenie życia żydowskiego w Polsce, Człowiek Dialogu, Fundacja Dzielnicy Wzajemnego Szacunku Czterech Wyznań, Wrocław 2015
- Jerzy Kichler, Postholocaustowe pokolenie Żydów wrocławskich, [w:] Mom jo skarb... Pamięć rzeczy w tradycjach dolnośląskich, red. E. Berendt, Wrocław 2014, s. 118–128.
- Jerzy Kichler, Trudny proces dochodzenia praw, „Midrasz”, nr 3, marzec 1999, s. 37–38.
- Jerzy Kichler, O diasporze i Zagładzie, „Midrasz”, nr 3, marzec 2000, s. 30–31.
- J. Kichler, K. Szykierska, 800 lat Gminy Żydowskiej we Wrocławiu, „Midrasz”, nr 12 (80), grudzień 2003, s. 28–29.
- Jerzy Kichler, Manuskrypty we Wrocławiu, „Midrasz”, nr 1 (93), styczeń 2005, s. 37–38.
- Jerzy Kichler, Manuscrips in Wroclaw, “Midrasz”, special English Edition 2005, s. 6–8.
- Jerzy Kichler, Cmentarz Cosel we Wrocławiu, „Midrasz”, nr 12 (116), grudzień 2006, s. 36–34
- Jerzy Kichler, Największa synagoga w Polsce, „Midrasz”, nr 7-8 (123-124), lipiec-sierpień 2007, s. 51–57.
- Jerzy Kichler, Żydzi a broń biologiczna, „Midrasz”, nr 12 (128), grudzień 2007, s. 26–47.
- Jerzy Kichler, Dawid ben Cwi Herszł Ringel, „Midrasz”, nr 3 (173), maj-czerwiec 2013, s. 84.
- Jerzy Kichler, „Noc podpalonych synagog” i jej kontekst, „Midrasz”, nr 5, wrzesień-październik 2013, s. 48–53.
- Jerzy.Kichler, Agonia cmentarza, czyli rzecz o wrocławskim kirkucie, Midrasz nr 4, lipiec-sierpień 2017, nr s.30-42
- Jerzy Kichler, Przyszłość pomocy wzajemnej, „Almanach Żydowski”, r.1998-1999, s. 98–100.
- Jerzy Kichler, Komentarz do ustawy o stosunku Państwa do gmin wyznaniowych żydowskich w RP z 20.02.97, „Almanach Żydowski”, r.1998-1999, s. 91–97.
- Jerzy Kichler, Sprawozdanie zarządu ZGWŻ za okres V 1997- V1999, przygotowane na Nadzwyczajne Walne Zebranie ZGWŻ 13 VI 1999, „Almanach Żydowski”, r. 1999-2000, s. 91–107.
- Jerzy Kichler, Wystąpienie w synagodze warszawskiej 6 lipca 2001 – 15 tamuz 5761, „Almanach Żydowski”, r. 2001-2002, s. 9–10.
- Jerzy Kichler, Działalność Zarządu Związku Gmin Wyznaniowych Żydowskich w Polsce w latach 1997–2001, „Almanach Żydowski”, r. 2002-2003, s. 114–124.
- Jerzy Kichler Wykaz aktów prawnych dotyczących działalności Gmin Wyznaniowych Żydowskich (wybór), stan z czerwca 2002, opr. J. Kichler, „Almanach Żydowski”, r. 2002-2003, s. 125–129.